# Реймон, Жан-Микаэль
Жан-Микаэль Реймон (фр. Jean-Mickaël Raymond; род. 29 августа 1986, Сен-Пьер) — французский боксёр, представитель средней весовой категории. Выступал за национальную сборную Франции по боксу в 2000-х годах, победитель и призёр многих турниров международного значения, участник летних Олимпийских игр в Пекине.

## Биография
Жан-Микаэль Реймон родился 29 августа 1986 года в коммуне Сен-Пьер заморского департамента Реюньон.
Впервые заявил о себе в боксе в 2003 году, выиграв серебряную медаль на международном турнире в Салониках.
В 2004 году был вторым на чемпионате Франции в зачёте средней весовой категории.
На чемпионате Франции 2006 года был остановлен уже в четвертьфинале Сами Анушем.
В 2007 году вновь стал серебряным призёром французского национального первенства. Попав в основной состав французской национальной сборной, выиграл бронзовую медаль на чемпионате Европейского Союза в Дублине, где в полуфинале проиграл англичанину Джеймсу Дигейлу, и выступил на чемпионате мира в Чикаго, уступив в 1/16 финала представителю Германии Константину Буге.
На Европейской олимпийской квалификации в Афинах сумел дойти до финала, выиграв здесь у всех соперников кроме ирландца Даррена Сазерленда — благодаря этому достижению удостоился права защищать честь страны на летних Олимпийских играх 2008 года в Пекине. Уже в стартовом поединке категории до 75 кг со счётом 2:8 потерпел поражение от узбека Эльшода Расулова и сразу же выбыл из борьбы за медали.
После пекинской Олимпиады Реймон ещё в течение некоторого времени оставался в составе боксёрской команды Франции и продолжал принимать участие в крупнейших международных турнирах. Так, в 2009 году он стал бронзовым призёром в зачёте французского национального первенства, уступив в полуфинале Матьё Бодерлику, стал серебряным призёром на международном турнире Box-Am в Испании, где в финале так же проиграл Бодерлику, одержал победу на Играх франкофонов в Бейруте.
В 2010 году боксировал на Мемориале Странджи в Болгарии — в четвертьфинале среднего веса потерпел поражение от местного болгарского боксёра Веселина Кирилова.